# Пушкінський
Пу́шкінський (рос. Пушкинский) — селище у складі Червоногвардійського району Оренбурзької області, Росія.

## Населення
Населення — 628 осіб (2010; 717 у 2002).
Національний склад (станом на 2002 рік):
- башкири — 66 %
- росіяни — 27 %